# Ponomarenkia belmonthensis
Ponomarenkia belmonthensis — викопний вид жуків, що існував у пермському періоді, 300 млн років тому. Описаний у 2017 році по двох викопних рештках, які виявлені в Австралії у штаті Новий Південний Уельс.

## Назва
Родову назву Ponomarenkia дано на честь російського палеоентомолога Пономаренка Олександра Георгійовича. Видова назва belmonthensis походить від типового місцезнаходження, міста Бельмонт.

## Опис
Комаха завдовжки 4,5 мм та 1,8 завширшки. На відміну від примітивних твердокрилих пермського періоду, цей вид мав всі ознаки сучасних жуків: надкрила були повністю затверділі, наявні вусикові канавки; торакальні сегменти, що відповідають за рух — сучасного типу.